# Kurabar
Kurabar (també apareix com Kurabad o Korabar) fou una thikana o jagir de l'antic principat de Mewar, formada per 69 pobles i una vila, de nom Kurabar, que era la capital, a l'esquerra del rierol Godi, a poc més de 30 km a sud-est d'Udaipur (Rajasthan) i amb 1.763 habitants el 1901. El feu estava format per 53 o 69 pobles. El territori fou governat per un thakur (noble) dels de primera classe de Mewar, amb títol de rawat, de la família Chandawat, del clan sisòdia dels rajputs, i branca de la família de Salumbar (o Salumber). La thikana fou cedida com a territori separat el 1747 pel maharana  Jagat Singh II a Arjun Singh, el fill tercer de Kesri Singh de Salumbar.

## Llista de rawats
- Arjun Singh 1747-?
- Javan Singh
- Isri Singh
- Ratan Singh ?-1880
- Jait Singh 1880-1895
- Kishore Singh 1895-?
- Balwant Singh
- Nardeo Singh